# 媒體藝術史
媒體藝術史，是一跨學科的新興研究領域，不僅著眼於媒體藝術的發展現況，也研究新媒體藝術、數位藝術、和電子藝術的歷史脈絡。一方面，媒體藝術史關注藝術、科技、與科學在當代的交互影響; 另一方面，也希冀從比較史的取徑挖掘出新媒體藝術間的歷史關聯，即艾比・瓦爾堡所謂的「古物的來世」。研究問題環繞在媒體與感知的歷史、圖像學、以及概念的歷史。媒體藝術史中一個主要的研究進程是，指出數位科技在當代和後工業社會中扮演的重要角色，並提出數位藝術不容被邊緣化的主張 :「數位科技已徹底改變創造藝術的方式」。在過去四十年中，媒體藝術已成為資訊網路社會中不容忽視的部份。儘管現下有許多熱門的國際藝術節、研究合作計畫、展覽和歷史資料庫，但大專院校、博物館等學術機構中的媒體藝術研究仍屬邊緣，尤其在許多核心的文化機構裡，媒體藝術研究缺乏相應的瞭解與資源。
新媒體藝術一詞對這個領域有著相當的重要性 。「新媒體藝術」是對一特定藝術形式的總稱，此種藝術藉由數位科技的方式創作、改良、甚或轉化藝術作品 ; 所謂的「數位科技」廣義來說，指的是源自於科學研究、軍事、或工業發展的新興科技。大部份的創作者在主張新媒體藝術的作品美學時，通常都強調其互動性、過程性、多媒體和即時性。新媒體藝術關注其在文化、政治、社會意涵及美學上的可能性——大體上強調數位媒體的「媒體特性」。因此學者往往將媒體科技視為創作數位媒體藝術、形塑作品意義的重要手段，而非僅是一「意義的載體」。
尤有甚者，新媒體藝術領域受「新」科技的影響正與日俱增。舉例來說，這些超越我們對（藝術）媒體傳統理解的科技，多來自生物科技與生命科學領域，其運用在藝術上就成了「生物藝術」、「基因藝術」和「轉基因藝術」。所以新媒體藝術一詞並非指稱某種固定不變的藝術類型或作品，相反地，這是一個強調「新科技」的藝術領域（以便和傳統的媒體藝術分類做明顯區隔）。因此，常被歸類在新媒體藝術底下的藝術類型正顯示其廣博的眼界，包含有：視覺藝術、軟體藝術、 網路藝術、 遊戲藝術、 故障藝術、通訊藝術、 生物/基因藝術、互動藝術、電腦動畫與平面設計、駭客行動與戰術傳媒(Tactical Media)。後兩種類型特別關注在藝術與（政治）行動間的交互作用。

## 資源與研究計畫
自1990年代末期，第一批線上資料庫陸陸續續出現，如：學術型資料庫「數位藝術庫」（Archive of Digital Art）、紐約的「萊仲」平台（Rhizome platform）、Netzspannung(至2005止)、以早期指稱數位藝術的Compart（Computational Artefacts）命名的資料庫計畫、以及線上合作平台Monoskop 。關於機構資源方面，媒體藝術史研究橫跨各種文化組織、文獻庫、研究中心以及私營部門。在此早期發展階段，媒體藝術史的成員們已藉由數位通訊工具交流，例如Nettime、Rohrpost等所謂的電子信箱名單，這些管道成為新媒體藝術社群最主要的聯繫資源。
近幾年，許多探討新媒體藝術的藝術節與會議顯著增加，例如 : 在此領域占領導地位的林茲數位藝術節（Ars Electronica）、柏林跨媒體國際會議（Transmediale）、ISEA （Inter-Society for the Electronic Arts）、SIGGRAPH（Special Interest Group on Graphics and Interactive Techniques）等。直到今天，專門聚焦在新媒體藝術的博物館與研究機構仍非常罕見。德國ZKM（Zentrum für Kunst und Medientechnologie）或擁有特別收藏的機構（包括：惠特尼博物館、現代代藝術博物館、沃克藝術中心）成為交換藏品的重要場域。除了可接觸到廣大群眾的大型博物館，越來越多小博物館與畫廊也開始將焦點放在新媒體藝術上（如：柏林的DAM博物館—Digital Art Museum）。此外，展示藝術品的文獻檔案庫也成為探究媒體史、藝術和科技交匯的重要資源，例如: Werner Nekes的收藏、或是藝術史博物館中的珍奇屋。
即使藝術節不停增加，許多重要的研究活動卻無法持續進行，例如：Ludwig Boltzmann Institute的媒體藝術研究、Daniel Langlois Foundation的「藝術、科學與科技」計畫，以及媒體藝術網（Media Art Net）。這種難以建立永續研究的社會體制與難以取得科學研究資源的現狀，在利物浦宣言中被公開聲明 。來自全世界的學者、藝術家與各藝文機構都簽署此宣言，極力主張二十一世紀中對數位文化的研究具必要性，且亟待發展出一套系統化策略以維護數位文化的存續。早在九〇年代末期，媒體藝術研究（MediaArtResearch）就已廣泛出現在各研究範疇，有必要使之成為一獨立的學術領域以增進更多公眾討論。因此柏林洪堡大學的奧列佛·格勞（Oliver Grau）與Leonardo學術期刊執行主編羅傑·馬林那（Roger Malina），以及Banff Center研究總監莎拉·戴蒙德（Sara Diamonde）共同合作，創辦一系列關於媒體藝術史、科學與科技的國際會議。透過共同協辦的過程，此國際會議從二〇〇五年起已廣泛連結超過十個與媒體藝術相關的學術領域。此世界級的國際會議也試圖強化不同領域之間，不同參與者的交流。至今，此國際會議已在不同國家舉辦過六次不同議題的討論，包括：Re-fresh（Banff 2005）、Re-place（柏林2007）、Re-live（墨爾本2009）、Re-wire（利物浦2011）、Re-new（里加2013）、Re-create（蒙特婁2015）, 以及2017年將在維也納舉行的第七次國際會議。關於會議的紀錄與超過兩千篇論文及申請資料都可以在官網找到（MediaArtHistory.org）。

## 研究焦點
許多媒體藝術史學者認為，現階段對於視覺源頭與視聽媒體的研究仍有大量不足。因此這也是媒體藝術史一項重大議題 : 須針對現存的媒體文化擴展其歷史面向，無論是主流的歷史進程或是被忽略的發展軌跡，有助於我們從過往的歷史結構中發現媒體的未來，也就是德國媒體理論家S. Zielinski主張「媒體的深度時間」考察。
因此，學者們主張要理解現存媒體的科技發展，最好的方法是以廣泛定義的媒體與藝術史為背景。列舉一些對此領域有貢獻的研究範疇與代表學者：科學史（Lorraine Daston、Timothy Lenoir）、藝術史與視覺科學（奧列弗·格勞、Barbara Stafford、Dieter Daniels、Slavko Kacunko、Edward A. Shanken、Gunalan Nadarajan、Linda Henderson、Andreas Broeckmann、Jonathan Crary、Horst Bredekamp、Peter Weibel、Hans Belting）、媒體研究和媒體考古學（Friedrich Kittler、Erkki Huhtamo、Jussi Parikka、Wolfgang Ernst、Siegfried Zielinski、Stephan Oettermann、列夫·曼諾維奇）、聲音研究（Douglas Kahn）、電影研究（Sean Cubitt、Ryszard Kluszczyński） 以及電腦科學（Frieder Nake）。